# 志賀団
志賀団（しがだん）は、古代日本の軍団の一つで、8世紀に近江国滋賀郡（現在の滋賀県大津市）にあった。用字は慈賀団とも見える。

## 史料での確認
2つの史料で存在を確認できる。一つは天平宝字6年（762年）の「愛智郡司解」で、「慈賀団少毅外従八位上吉身臣三田次」などが見える。国司の使者として、慈賀団の少毅が派遣されたものである。慈賀団とは滋賀団のことであろう。
また、天平神護2年（766年）7月26日に、近江国志賀団大毅少初位上の建部公伊賀麻呂が朝臣の姓を賜ったことが『続日本紀』によって知られる。

## 変遷の推定
軍団制の成立時期は学説が分かれるが、大宝律令が施行された大宝元年（701年）の段階では、志賀団は定員1000人の標準的な軍団であったろう。近江国に置かれたことが知られる軍団は志賀団だけだが、国の規模からは複数あったと考えるのが自然である。国府が所在する隣の栗太郡にもあったと想定する説がある。
全国的な軍団史を参照すると、養老3年（719年）に減員された可能性があり、天平11年（739年）に廃止され、天平18年（746年）に元に復した。上述の史料は復帰後にあたる。大毅、少毅が備わるのは、600人以上1000人までの軍団なので、当時の志賀団の規模もこれでおよそわかる。全国的に減員される宝亀11年（780年）まではこの規模であったと考えられる。
その後の人数は不明で、延暦11年（792年）に廃止された。